# Emile Rol
Emile Rol (Torreta de Levenç, 18 d'abril de 1920 - 2008) va ser un ciclista francès que fou professional entre 1946 i 1954. Durant la seva carrera professional aconseguí 6 victòries, entre les quals destaca la Volta a Catalunya de 1949.

## Palmarès
- 1946
  - Vencedor d'una etapa del Gran Premi dels Alps
- 1947
  - 1r del Gran Premi de Chateaurenard
- 1949
  -  1r de la Volta a Catalunya i vencedor d'una etapa
  - 1r del Gran Premi de Monaco
- 1950
  - Vencedor d'una etapa al Tour del Sud-Est
- 1952
  - 1r a Firminy

## Resultats al Tour de França
- 1950. Abandona (6a etapa)